# Escola de Medicina Albert Einstein
L'Escola de Medicina Albert Einstein (en anglès: Albert Einstein College of Medicine) és la facultat de medicina de la Universitat Yeshiva. Es troba en el barri del Bronx, a Nova York. Va iniciar les seves classes el 12 de setembre de 1955. La primera promoció tenia 56 estudiants. La facultat admet al voltant de 180 estudiants per any. Combinada amb estudiants de postgrau, l'any 2000 tenia al voltant de 800 estudiants.